# Otto Stapf
Pour les articles homonymes, voir Otto Stapf (homonymie).
Otto Stapf, né le 23 mars 1857 à Bad Ischl et mort le 3 août 1933 à Innsbruck, est un botaniste autrichien.

## Biographie
Otto Stapf obtient son doctorat à l'université de Vienne en Autriche. Il devient membre associé à la Société linnéenne de Londres en 1898, puis membre en 1908. Le 7 mai de la même année, il devient membre de la Royal Society. Il reçoit en 1928 la médaille Victoria de l'honneur, en 1927 la médaille linnéenne, et en 1931 la médaille commémorative Veitch.
De 1882 à 1889, il est l’assistant du professeur Anton Kerner von Marilaun. Il voyage en Iran en 1885. Il est assistant aux Jardins botaniques royaux de Kew en 1891, puis conservateur de 1909 à 1922.
Stapf fait paraître Ergebnise der Polak’schen Expedition nach Persian 1882 (1885-1886), Die Arten der Gattung Ephedra (1889). Il édite de 1929 à 1931 l’Index Londinensis. Il écrit sur les graminées dans Flora Capensis et Flora Tropical Africa.